# Corymorpha cingulata
Corymorpha cingulata är en nässeldjursart som först beskrevs av Ernst Vanhöffen 1910.  Corymorpha cingulata ingår i släktet Corymorpha och familjen Corymorphidae. Inga underarter finns listade i Catalogue of Life.